# Adoretus hanstroemi
Adoretus hanstroemi är en skalbaggsart som beskrevs av Machatschke 1970. Adoretus hanstroemi ingår i släktet Adoretus och familjen Rutelidae. Inga underarter finns listade i Catalogue of Life.